# 植村稔
植村 稔（うえむら みのる、1955年7月20日 - ）は、日本の（元）裁判官。最高裁判所事務総局刑事局長兼最高裁判所図書館長や札幌高等裁判所長官を歴任する。

## 主な判決
- 窃盗，建造物侵入被告事件 東京高等裁判所 第４刑事部

## 略歴
- 1979年（昭和54年） 司法試験合格[1]
- 1980年（昭和55年） 東京大学法学部卒業
- 1980年（昭和55年） 司法修習（34期）
- 1982年（昭和57年） 東京地裁判事補
- 1985年（昭和60年） 最高裁刑事局付（東京地裁判事補）
- 1987年（昭和62年） 検事
- 1989年（平成元年） 大阪地裁判事補・大阪簡裁判事
- 1992年（平成4年） 東京地裁判事補・東京簡裁判事、東京地裁判事
- 1993年（平成5年） 最高裁人事局参事官（東京地裁判事）
- 1996年（平成8年） 最高裁経理局参事官（東京地裁判事）
- 1997年（平成9年） 最高裁経理局主計課長（東京地裁判事）
- 1998年（平成10年） 最高裁経理局総務課長（東京地裁判事）
- 2000年（平成12年） 東京地裁判事
- 2001年（平成13年） 検事
- 2004年（平成16年） 東京高裁判事
- 2005年（平成17年） 最高裁秘書課長・最高裁広報課長（東京高裁判事）
- 2008年（平成20年） 東京地裁部総括判事
- 2010年（平成22年） 最高裁刑事局長・最高裁図書館長（東京地裁判事）
- 2013年（平成25年） 東京高裁判事、甲府地家裁所長
- 2015年（平成27年） 東京高裁部総括判事
- 2017年（平成29年） 横浜地裁所長
- 2018年（平成30年） 札幌高裁長官
- 2020年（令和2年） 定年退官[2]

## 共著
- 『裁判所法等改正一括法/弁護士法』[3] 斉藤友嘉, 植村稔, 小林徹 著 商事法務 2005.3